# Magnus Svensson
Magnus Svensson (Vinberg, 10 marzo 1969) è un ex calciatore svedese, di ruolo centrocampista.